# Zhang Xiaoxue
Pour les articles homonymes, voir Zhang.
Zhang Xiaoxue née le 13 décembre 1992, est une joueuse de hockey sur gazon chinoise.

## Carrière
Elle a fait partie de l'équipe nationale pour concourir à la Coupe du monde 2018 à Londres et aux Jeux olympiques à 2 reprises (2016 et 2020).

## Palmarès
- : 2e aux Jeux asiatiques en 2014[3].
- : 3e au Champions Trophy d'Asie en 2018.
- : 3e aux Jeux asiatiques en 2018.